# Àngels Franch Masferrer
Àngels Franch Masferrer   (Sallent, 1963) és una investigadora catalana. Llicenciada i doctora en Farmàcia per la Universitat de Barcelona, de la qual és professora titular de l'assignatura de Fisiologia. També forma part del subgrup de recerca d'Autoimmunitat i Tolerància, que alhora forma part del grup Teràpia anticancerosa immunomodulació i nutrigenòmica.
Aquest subgrup, coordinat per Margarida Castell, centra la seva investigació en la influència de nutrients com flavonoides, probiòtics, prebiòtics i components bioactius de la llet materna en la funcionalitat del sistema immunitari en situacions compromeses com són l'estat d'immaduresa característic de les primeres etapes de vida, els processos infecciosos, els trastorns al·lèrgics o estats d'immunodeficiència transitòria.
Franch ha participat en diversos projectes de recerca i és autora d'un gran nombre de publicacions científiques d'impacte. Les seves principals línies d'investigació són el desenvolupament i maduració del sistema immunitari, els efectes d'immunonutrients sobre el sistema immunitari i la immunomodulació per factors bioactius de la llet materna.
A nivell acadèmic, durant el període 2018-2022, va ser vicedegana de la facultat de farmàcia i ciències de l'alimentació de la Universitat de Barcelona durant la presidència de Jordi Camarasa. També el 2019 va rebre la insígnia d'or del Col·legi de Farmacèutics de Barcelona pels 50 anys de col·legiació.
A més de la seva tasca com a docent i investigadora, Angels Franch, que és besnéta de Miquel Homs i Quer, farmacèutic natural de Cardona que el 1877 va fundar la Farmàcia Homs, va impulsar l'any 2002 la restauració i preservació d'aquest establiment històric juntament amb la seva cosina Maria del Tura Bovet Pla. La restauració va ser realitzada per Lourdes Ricart Bovet, una altra besnéta de Miquel Homs. Actualment, l'Antiga Farmàcia Homs es pot visitar i permet veure com era una farmàcia de fa un parell de segles, perquè té la particularitat que es manté on era i amb l'estructura i mobiliari originals.